# Жероцин
Жероцин (пол. Żerocin) — деревня в Бяльском повете Люблинского воеводства Польши. Входит в состав гмины Дрелюв. По данным переписи 2011 года, в деревне проживало 563 человека.

## География
Деревня расположена на востоке Польши, на расстоянии приблизительно 17 километров к юго-западу от города Бяла-Подляска, административного центра повета. Абсолютная высота — 148 метров над уровнем моря. К югу от населённого пункта проходит региональная автодорога 813.

## История
Согласно «Справочной книжке Седлецкой губернии на 1875 год» село являлось центром гмины Жероцин Радинского уезда Седлецкой губернии. В период с 1975 по 1998 годы входила в состав Бяльскоподляского воеводства.

## Население
Демографическая структура по состоянию на 31 марта 2011 года:
|         | Всего | До трудоспособного возраста | Трудоспособного возраста | Старше трудоспособного возраста |
| ------- | ----- | --------------------------- | ------------------------ | ------------------------------- |
| Мужчины | 271   | 65                          | 177                      | 29                              |
| Женщины | 292   | 69                          | 157                      | 66                              |
| Всего   | 563   | 134                         | 334                      | 95                              |